# Galumna innexa
Galumna innexa är en kvalsterart som beskrevs av Pérez-Íñigo och Baggio 1986. Galumna innexa ingår i släktet Galumna och familjen Galumnidae. Inga underarter finns listade i Catalogue of Life.